# Bergfriedhof (Bad Friedrichshall)

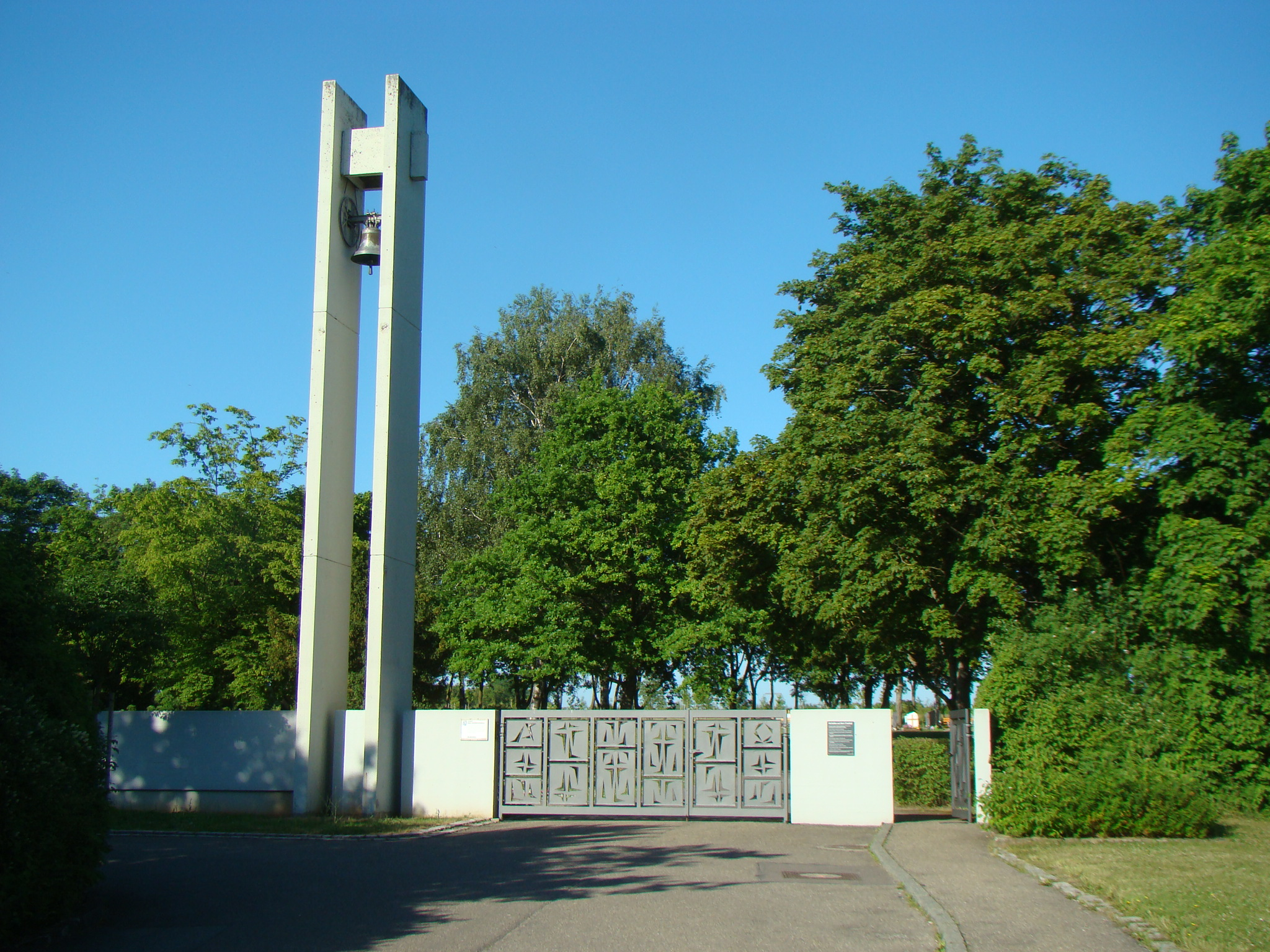
Eingangsbereich des Bergfriedhofs in Bad Friedrichshall

Der Bergfriedhof in Bad Friedrichshall wurde 1969 als neuer Friedhof für die Stadtteile Kochendorf, Hagenbach und Plattenwald eingeweiht. Er umfasst eine Fläche von rund 45.000 Quadratmetern.

## Geschichte
Die ursprüngliche Begräbnisstätte in Kochendorf lag bei der Sebastianskirche, um 1600 wurde dann der Alte Friedhof angelegt, der – mehrmals vergrößert – bald nach dem Zweiten Weltkrieg doch nicht mehr ausreichend für das Wachstum des Ortes war. Der Gemeinderat von Bad Friedrichshall beschloss daher in der Mitte der 1960er Jahre die Anlage eines neuen, für mehrere Generationen ausreichenden Friedhofes. Nach längeren Diskussionen entschloss man sich, den neuen Friedhof auf einer Anhöhe nordöstlich des Ortskerns anzulegen, wo sich bis dahin Obstwiesen befunden hatten. 
Im November 1966 gingen erste Entwürfe von Gartenarchitekten ein und begann der Grunderwerb. Nach Bildung eines Friedhofsausschusses im Dezember 1966 erhielt der Kochendorfer Architekt Reinhold Dupper den Auftrag zur Planung. Um den Jahreswechsel 1967/68 wurde begonnen, das Grundstück zu roden, im Februar 1968 wurden die Bauarbeiten vergeben. Der Friedhof wurde am 19. November 1969 eingeweiht, seine sich über mehrere Abschnitte erstreckende Fertigstellung zog sich jedoch noch bis in die Folgejahre. Die Baukosten beliefen sich auf 750.000 DM. Der Friedhof am Waldrand der Forsthälde fügt sich mit seinem Baum- und Strauchbewuchs in die vorhandene natürliche Umgebung ein.
Im November 1984 wurde die Konzeption des Friedhofs dahingehend geändert, dass künftige Grabfelder auch mit maschinellem Aushub angelegt werden konnten. 1997 wurde bei der Erweiterung der Urnenfelder auch eine Urnenwand errichtet, die abermals von Dupper aus Kochendorf geplant wurde.